# تیتوس (آلاباما)
تیتوس (به انگلیسی: Titus) یک منطقهٔ مسکونی در ایالات متحده آمریکا است که در شهرستان المور، آلاباما واقع شده‌است. تیتوس ۱۴۲٫۰۴ متر بالاتر از سطح دریا واقع شده‌است.